# Orusts stora Evert Taube-pris
Orusts stora Evert Taube-pris är ett musikpris som har delats ut årligen sedan 2011 av Orusts kommun och Orusts sparbank. Priset som är på 50 000 kronor ges till lyriker som skriver i Evert Taubes anda.
Priset har delats ut i samband med Taubespelen och på Orustdagen.

## Pristagare
- 2011 – Ulf Lundell
- 2012 – Eva Dahlgren
- 2013 – Håkan Hellström
- 2014 – Peter LeMarc
- 2015 – Veronica Maggio
- 2016 – Mauro Scocco
- 2017 – Kenneth Gärdestad
- 2018 – Bo Sundström
- 2019 – Niklas Strömstedt
- 2020 – Melissa Horn
- 2021 – Tomas Andersson Wij
- 2022 – Annika Norlin[2]
- 2023 – Jason Diakité
- 2024 – Thomas "Orup" Eriksson